# Bakata
Bakata è un dipartimento del Burkina Faso classificato come comune, situato nella provincia  di Ziro, facente parte della Regione del Centro-Ovest.
Il dipartimento si compone del capoluogo e di altri 13 villaggi: Basnéré, Biyéné, Boulé-Daboré, Boulé-Gala, Bouyoua, Diao, Kinkirsgogo, Kou, Kouboulou, Lorou, Payiri, Tayalo e Zinloua.